# Flagelación del Helesponto

Llenó de enojo esta noticia el ánimo de Jerjes, quien irritado mandó dar al Helesponto trescientos azotes de buena mano, y arrojar al fondo de él, al mismo tiempo, un par de grillos. Aún tengo oído más sobre ello, que envió allá unos verdugos para que marcasen al Helesponto. Lo cierto es que ordenó que al tiempo de azotarle le cargasen de baldones y oprobios bárbaros e impíos, diciéndole: —«Agua amarga, este castigo te da el Señor porque te has atrevido contra él, sin haber antes recibido de su parte la menor injuria. Entiéndelo bien, y brama por ello; que el rey Jerjes, quieras o no quieras, pasará ahora sobre ti. Con razón veo que nadie te hace sacrificios, pues eres un río pérfido y salado».
Heródoto. Historias, VII, 35

«[...] los dioses y los héroes [...] no han podido ver que un hombre solo, impío por demás y desalmado, viniese a ser señor del Asia y de Europa. Hablo de ese sacrílego, que todo, sagrado y profano, lo llevaba por igual; de ese ateo que quemaba y echaba por el suelo las estatuas de los dioses; de ese insensato que al mar mismo mandó azotar y le arrojó unos grillos».
Discurso de Temístocles a los atenienses, en Heródoto. Historias, VIII, 109

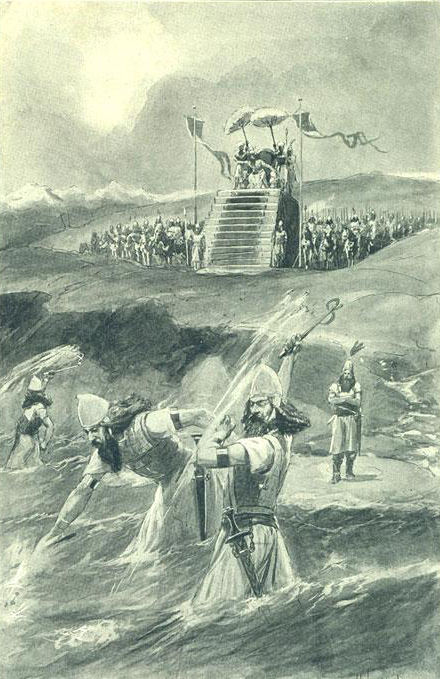
Jerjes hace fustigar el mar.

La flagelación del Helesponto o fustigación del Helesponto es un evento sucedido en el ámbito de las guerras médicas, durante la segunda expedición de Jerjes I de Persia contra Grecia.
Se trató de una flagelación que el rey persa infligió a una parte del mar de los Dardanelos, reo —según él— de haber cometido una injusticia y ofensa personal. Esta injusticia habría sido la destrucción del puente de barcas que Jerjes había realizado en el estrecho con el fin de permitir el tránsito de su ejército.

## El puente sobre el estrecho
El puente de barcas fue construido junto a la ciudad de Abidos en un punto en el que el mar se restringía a siete estadios (cerca de 1200 metros). Su realización estaba unida a la de una obra de ingeniería todavía más relevante a la que el rey persa se dedicó en ese mismo período: la construcción del Canal de Jerjes en el monte Athos. El puente fue requerido personalmente por Jerjes contra el consejo que le dio su visir Artabano que, al contrario, lo consideraba un posible punto de debilidad de la expedición, en cuanto era fácil objetivo de ataques y sabotajes enemigos.
El primer intento fue abortado por una tempestad, ayudada probablemente de algunas negligencias durante la obra. El puente fue destruido por la violencia del mar precisamente cuando los trabajos estaban casi concluidos. La ira de Jerjes se abatió entonces con dureza sobre los responsables de la construcción, que fueron condenados a ser decapitados.
Una suerte mejor tocó al mar: Jerjes le conmutó la pena de muerte por la de la flagelación.

## La pena, la maldición y la marca a fuego
El castigo fue ejecutado, según el querer del rey, infligiendo al mar trescientos azotes acompañados de una terrible y ofensiva maldición. El rey ordenó también que fueran arrojados al mar dos cepos con una marca de fuego, para dejar sobre él un deshonor perenne.

## Significado del gesto
Aun cuando un gesto de tal saña puede llevar a pensar en una ironía —a la que parece aludir el mismo Heródoto que reconoce la perversidad insensata del rey bárbaro—, el gesto puede ser juzgado también encuadrándolo en un sentido ritual, religioso y apotropaico. 
Entre los objetivos del ritual estaba probablemente, también, el de quitarle el sentido sagrado que se daba a los Dardanelos, si se toman en cuenta las diversas leyendas y mitos que existían sobre la zona. 

## El segundo puente
El puente fue realizado inmediatamente después, por otros ingenieros que, como es de presumir, pusieron mayor atención y cautela en su construcción. La obra requirió el uso de 674 trirremes y pentecónteros, solo una parte de la flota persa que formaban dos brazos oblicuos de 314 a 360 barcos.

## El arrepentimiento
Heródoto describe el momento de atravesar el puente por parte del ejército aqueménida como un increíble desfile escenográfico que duró siete días y siete noches sin interrupción, y acompañado por oscuros presagios (un eclipse de Sol, una yegua que dio a luz una liebre, el nacimiento de un mulo hermafrodita) además de extraños rituales, entre estos el implorar al dios sol, la ofrenda de libaciones, la quema de incienso y de ramos de mirto y el ofrecimiento al mismo mar de una crátera de oro, de copas de oro usadas para la libación y de un acinaces (daga persa).
Estos últimos gestos de ofrenda, aparentemente dirigidos al mar más que al sol, podrían dejar entender, según la alusión del mismo Heródoto, en una suerte de rito de reparación realizado por un rey ya arrepentido.